# Ponte Lambro
Ponte Lambro (tiếng Tây Lombard: Puunt) là một đô thị ở tỉnh Como trong vùng Lombardia, có cự ly khoảng 40 km về phía bắc của Milano và khoảng 12 km về phía đông của Como.
Ponte Lambro giáp các đô thị: Caslino d'Erba, Castelmarte, Erba.

## Thành phố kết nghĩa
- Cortale, Italia